# 植村氏義
植村 氏義（うえむら うじよし）は、戦国時代の三河国の武将。松平氏の家臣。

## 略歴
三河植村氏は美濃守護土岐氏の庶流を称し、明応2年（1493年）持益が三河国碧海郡北本郷に住んだことに始まるとされている。氏義は持益の六男で、父と同様に安祥城の松平氏に仕えた。岡崎城に移った松平清康の代には岡崎五人衆の一人に数えられている。また氏義は松平氏の菩提寺でもある大樹寺の檀那としての活動が散見され、土地の寄進・売却のほか永正17年（1520年）には松平信忠より別時念仏の興行に合力する旨を伝える文書が残っている。天文4年（1536年）の大樹寺への多宝塔奉加にも名を連ねている。